# Black Cap
Black Cap är en bergstopp i Antarktis. Den ligger i Östantarktis. Nya Zeeland gör anspråk på området. Toppen på Black Cap är 427 meter över havet, eller 86 meter över den omgivande terrängen. Bredden vid basen är 1,2 km.
Terrängen runt Black Cap är platt åt sydost, men åt nordväst är den kuperad. Trakten är obefolkad. Det finns inga samhällen i närheten.